# Kaila Kuhn
Kaila Kuhn (Boyne City, 8 de abril de 2003) es una deportista estadounidense que compite en esquí acrobático, especialista en la prueba de salto aéreo.
Ganó dos medallas de oro en el Campeonato Mundial de Esquí Acrobático de 2025, en las pruebas individua y de equipo. Participó en los Juegos Olímpicos de Pekín 2022, ocupando el octavo lugar en la prueba individual.

## Medallero internacional
| Campeonato Mundial | Campeonato Mundial | Campeonato Mundial | Campeonato Mundial      |
| Año                | Lugar              | Medalla            | Prueba                  |
| ------------------ | ------------------ | ------------------ | ----------------------- |
| 2025               | Engadina (Suiza)   | Medalla de oro     | Salto aéreo             |
| 2025               | Engadina (Suiza)   | Medalla de oro     | Salto aéreo por equipos |